# روري سابر
روري جوناثان سابر (بالإنجليزية: Rory Jonathon Saper)‏، ولد في 3 أبريل 1996 في سلاو، باركشير، إنجلترا، وهو ممثل تلفزيوني وسينمائي بريطاني. اشتهر بأدواره في فيلم روفوس (2012) ومسلسل تجدني في باريس (2018-2020).
والده ممثل مسرحي. التحق بمدرسة ديفينيس و مدرسة هرو.

## وصلات خارجية
- روري سابر على موقع IMDb (الإنجليزية)
- روري سابر على موقع روتن توميتوز (الإنجليزية)
- روري سابر على موقع ألو سيني (الفرنسية)
- روري سابر على موقع أول موفي (الإنجليزية)
- روري سابر على موقع قاعدة بيانات الفيلم (الإنجليزية)